# Nam Trực Lệ
Nam Trực Lệ (phồn thể: 南直隸; giản thể: 南直隶; Wade–Giles: Nan Chih-li) là một khu vực hành chính tại Trung Hoa từ thời nhà Minh, bao gồm 14 phủ và 4 trực lệ châu tại khu vực Giang Nam và Giang Hoài. Ban đầu sau khi Chu Nguyên Chương thành lập nhà Minh, khu vực này mang tên gọi Trực Lệ, tức là khu vực do triều đình trung ương trực tiếp quản lý, còn các tỉnh khác đều thiết lập bộ máy tam ty - Thừa tuyên Bố chính sứ ty, Đề hình Án sát sứ ty và Đô Chỉ huy sứ ty. Sau khi Yên Vương Chu Lệ soán ngôi Kiến Văn Đế và cải niên hiệu Vĩnh Lạc vào năm 1402 đã chọn Bắc Bình, vốn là phủ đệ của minh, làm kinh đô mới và tiến hành các hoạt động xây dựng cung điện và cải tổ cơ cấu hành chính, bao gồm phế bỏ Bắc Bình Bố Chính Sứ ty và đưa toàn bộ các sở, châu, phủ, huyện do triều đình trung ương trực tiếp quản lý. Vì cả hai khu vực trên đều do triều đình trực tiếp quản lý nên Vĩnh Lạc Đế đã gọi đổi tên Bắc Bình thành Bắc Trực Lệ, Trực Lệ cũ đổi thành Nam Trực Lệ, cùng với 13 tỉnh hình thành cơ cấu hành chính Lưỡng kinh thập tam tỉnh của nhà Minh. Phạm vi của khu vực Nam Trực Lệ rất rộng, tương ứng với các tỉnh An Huy, Giang Tô và thành phố Thượng Hải ngày nay. Về mặt phiên chế, Nam Trực Lệ không do Tam ty kiểm soát mà do Nam Kinh Lục Bộ trực tiếp điều hành.

## Vị trí
Nam Trực Lệ nằm tại khu vực hạ lưu Trường Giang và Hoài Hà, phạm vi ngày nay thuộc các tỉnh An Huy, Giang Tô và thành phố Thượng Hải. Phía Đông giáp biển Hoa Đông, phía Bắc giáp hai tỉnh Sơn Đông và Hà Nam, phía Tây giáp Hồ Quảng (nay là hai tỉnh Hồ Bắc và Hồ Nam), phía Nam giáp hai tỉnh Giang Tây và Chiết Giang.

## Lịch sử hình thành và phát triển
Các châu phủ của Nam Trực Lệ dưới thời nhà Nguyên phạm vi của Giang Chiết Đẳng xử Hành trung thư tỉnh và Hà Nam Giang Bắc Đẳng xử Hành trung thư tỉnh. 
Nguyên Chí Chính năm thứ 15 (1355), thủ lĩnh Hồng Cân quân là Hàn Lâm Nhi xưng là Tiểu Minh Vương, thành lập nhà Tống, lấy niên hiệu là Long Phượng, định đô ở Biện Lương, thể theo hệ thống hành chính của nhà Nguyên mà tiến hành xây dựng hệ thống địa phương cho triều đình mới.  
Nguyên Chí Chính năm thứ 16, Tống Long Phượng năm thứ hai (1356), Giang Nam hành Trung thư tỉnh được thành lập do Chu Nguyên Chương đứng đầu, đảm nhiệm chức Bình chương chính sự, quản lý 4 phủ Ứng Thiên, Thái Bình, Giang Hoài, Quảng Hưng và 4 lộ Thường Châu, Dương Châu, Lư Châu và An Khánh; cùng năm này đổi tên Giang Hoài thành Trấn Giang, Quảng Hưng đổi thành Quảng Đức. 
Nguyên Chí Chính năm thứ 24, Tống Long Phượng năm thứ 10 (1364), thiết lập Trung Thư tỉnh trên cơ sở Giang Nam Hành tỉnh. Cũng trong năm này nhà Tống thiết lập Giang Hoài Hành Trung thư tỉnh, thủ phủ đặt tại Lư Châu. 
Nguyên Chí Chính năm thứ 26, Tống Long Phượng năm thứ 12 (1366), sát nhập Giang Hoài vào Trung thư tỉnh. Cùng năm Tiểu Minh Vương chết. 
Nguyên Chí Chính năm thứ 28, Ngô vương năm thứ 2 (1368), Chu Nguyên Chương thành lập nhà Minh, đặt niên hiệu là Hồng Vũ, thiết lập Nam Kinh tại Ứng Thiên phủ, Bắc Kinh sẽ được chọn giữa Phượng Dương và Biện Lương.
Minh Hồng Vũ năm thứ 4 (1371), hạ cấp từ phủ thành châu đối với Quảng Đức.
Minh Hồng Vũ năm thứ 11 (1378), kế hoạch xây dựng Bắc Kinh bị hủy bỏ, triều đình đổi tên Nam Kinh thành kinh sư. 
Minh Hồng Vũ năm thứ 13 (1380), nhân vụ án Hồ Duy Dung mưu phản, triều đình xóa bỏ Trung thư tỉnh, các phủ châu thuộc Trung thư tỉnh trước đây chuyển giao cho Lục Bộ quản lý, hình thành danh xưng Trực Lệ.
Minh Vĩnh Lạc nguyên niên (1403), kế hoạch thiết lập Nam Bắc lưỡng kinh được khôi phục, theo đó Bắc Bình được chọn làm nơi xây dựng Bắc Kinh. 
Minh Vĩnh Lạc năm thứ 19 (1421), triều đình dời đô lên Bắc Bình, kinh sư đổi tên là Nam Kinh, Trực Lệ đổi tên thành Nam Trực Lệ. 
Minh Hồng Hy nguyên niên (1425), triều đình dự định chuyển đô về Nam Kinh, đổi tên Nam Kinh thành kinh sư. Tuy nhiên do Minh Nhân Tông mất đột ngột nên kế hoạch dời đô đã bị trì hoãn.
Minh Chính Thống năm thứ 6 (1441), triều đình một lần nữa xác định Bắc Kinh làm kinh sư, từ nay về sau duy trì Nam-Bắc Trực Lệ đến khi nhà Minh sụp đổ.

## Các phủ, châu, huyện trực thuộc
| TT | Tên gọi             | Cấp hành chính  | Cấp hành chính        | Địa giới hiện nay | Châu (州)           | Huyện (縣)           |
| TT | Tên gọi             | Phủ (府)        | Trực lệ châu (直隸州) | Địa giới hiện nay | Châu (州)           | Huyện (縣)           |
| -- | ------------------- | --------------- | --------------------- | --- | ------------------- | -------------------- |
| 1  | Ứng Thiên (應天)    | X               |                       | Thành phố Nam Kinh, Trấn Giang (quận Câu Dung), Thường Châu (quận Lật Dương)                                                                                       | -                   | Thượng Nguyên (上元) |
| 1  | Ứng Thiên (應天)    | X               | Giang Ninh (江寧)     | Thành phố Nam Kinh, Trấn Giang (quận Câu Dung), Thường Châu (quận Lật Dương)                                                                                       | -                   |                      |
| 1  | Ứng Thiên (應天)    | X               | Câu Dung (句容)       | Thành phố Nam Kinh, Trấn Giang (quận Câu Dung), Thường Châu (quận Lật Dương)                                                                                       | -                   |                      |
| 1  | Ứng Thiên (應天)    | X               | Lật Dương (溧陽)      | Thành phố Nam Kinh, Trấn Giang (quận Câu Dung), Thường Châu (quận Lật Dương)                                                                                       | -                   |                      |
| 1  | Ứng Thiên (應天)    | X               | Lật Thủy (溧水)       | Thành phố Nam Kinh, Trấn Giang (quận Câu Dung), Thường Châu (quận Lật Dương)                                                                                       | -                   |                      |
| 1  | Ứng Thiên (應天)    | X               | Cao Thuần (高淳)      | Thành phố Nam Kinh, Trấn Giang (quận Câu Dung), Thường Châu (quận Lật Dương)                                                                                       | -                   |                      |
| 1  | Ứng Thiên (應天)    | X               | Giang Phổ (江浦)      | Thành phố Nam Kinh, Trấn Giang (quận Câu Dung), Thường Châu (quận Lật Dương)                                                                                       | -                   |                      |
| 1  | Ứng Thiên (應天)    | X               | Lục Hợp (六合)        | Thành phố Nam Kinh, Trấn Giang (quận Câu Dung), Thường Châu (quận Lật Dương)                                                                                       | -                   |                      |
| 2  | Phượng Dương (鳳陽) | X               |                       | Các thành phố Bạng Phụ, Hoài Nam, Túc Châu, Hoài Bắc, Bạc Châu, Phụ Dương, Một phần thành phố Trừ Châu (thành phố Minh Quang và các huyện Định Viễn, Phượng Dương) | -                   | Phượng Dương (鳳陽)  |
| 2  | Phượng Dương (鳳陽) | X               | Lâm Hoài (臨淮)       | Các thành phố Bạng Phụ, Hoài Nam, Túc Châu, Hoài Bắc, Bạc Châu, Phụ Dương, Một phần thành phố Trừ Châu (thành phố Minh Quang và các huyện Định Viễn, Phượng Dương) | -                   |                      |
| 2  | Phượng Dương (鳳陽) | X               | Hoài Viễn (懷遠)      | Các thành phố Bạng Phụ, Hoài Nam, Túc Châu, Hoài Bắc, Bạc Châu, Phụ Dương, Một phần thành phố Trừ Châu (thành phố Minh Quang và các huyện Định Viễn, Phượng Dương) | -                   |                      |
| 2  | Phượng Dương (鳳陽) | X               | Định Viễn (定遠)      | Các thành phố Bạng Phụ, Hoài Nam, Túc Châu, Hoài Bắc, Bạc Châu, Phụ Dương, Một phần thành phố Trừ Châu (thành phố Minh Quang và các huyện Định Viễn, Phượng Dương) | -                   |                      |
| 2  | Phượng Dương (鳳陽) | X               | Ngũ Hà (五河)         | Các thành phố Bạng Phụ, Hoài Nam, Túc Châu, Hoài Bắc, Bạc Châu, Phụ Dương, Một phần thành phố Trừ Châu (thành phố Minh Quang và các huyện Định Viễn, Phượng Dương) | -                   |                      |
| 2  | Phượng Dương (鳳陽) | X               | Hồng (虹)             | Các thành phố Bạng Phụ, Hoài Nam, Túc Châu, Hoài Bắc, Bạc Châu, Phụ Dương, Một phần thành phố Trừ Châu (thành phố Minh Quang và các huyện Định Viễn, Phượng Dương) | -                   |                      |
| 2  | Phượng Dương (鳳陽) | X               | Thọ Châu (壽州)       | Các thành phố Bạng Phụ, Hoài Nam, Túc Châu, Hoài Bắc, Bạc Châu, Phụ Dương, Một phần thành phố Trừ Châu (thành phố Minh Quang và các huyện Định Viễn, Phượng Dương) | Hoắc Khâu (霍丘)    |                      |
| 2  | Phượng Dương (鳳陽) | X               | Thọ Châu (壽州)       | Các thành phố Bạng Phụ, Hoài Nam, Túc Châu, Hoài Bắc, Bạc Châu, Phụ Dương, Một phần thành phố Trừ Châu (thành phố Minh Quang và các huyện Định Viễn, Phượng Dương) | Mông Thành (蒙城)   |                      |
| 2  | Phượng Dương (鳳陽) | X               | Tứ Châu (泗州)        | Các thành phố Bạng Phụ, Hoài Nam, Túc Châu, Hoài Bắc, Bạc Châu, Phụ Dương, Một phần thành phố Trừ Châu (thành phố Minh Quang và các huyện Định Viễn, Phượng Dương) | Hu Di (盱眙)        |                      |
| 2  | Phượng Dương (鳳陽) | X               | Tứ Châu (泗州)        | Các thành phố Bạng Phụ, Hoài Nam, Túc Châu, Hoài Bắc, Bạc Châu, Phụ Dương, Một phần thành phố Trừ Châu (thành phố Minh Quang và các huyện Định Viễn, Phượng Dương) | Thiên Trường (天長) |                      |
| 2  | Phượng Dương (鳳陽) | X               | Túc Châu (宿州)       | Các thành phố Bạng Phụ, Hoài Nam, Túc Châu, Hoài Bắc, Bạc Châu, Phụ Dương, Một phần thành phố Trừ Châu (thành phố Minh Quang và các huyện Định Viễn, Phượng Dương) | Linh Bích (靈璧)    |                      |
| 2  | Phượng Dương (鳳陽) | X               | Toánh Châu (潁州)     | Các thành phố Bạng Phụ, Hoài Nam, Túc Châu, Hoài Bắc, Bạc Châu, Phụ Dương, Một phần thành phố Trừ Châu (thành phố Minh Quang và các huyện Định Viễn, Phượng Dương) | Toánh Thượng (潁上) |                      |
| 2  | Phượng Dương (鳳陽) | X               | Toánh Châu (潁州)     | Các thành phố Bạng Phụ, Hoài Nam, Túc Châu, Hoài Bắc, Bạc Châu, Phụ Dương, Một phần thành phố Trừ Châu (thành phố Minh Quang và các huyện Định Viễn, Phượng Dương) | Thái Hòa (太和)     |                      |
| 2  | Phượng Dương (鳳陽) | X               | Bạc Châu (亳州)       | Các thành phố Bạng Phụ, Hoài Nam, Túc Châu, Hoài Bắc, Bạc Châu, Phụ Dương, Một phần thành phố Trừ Châu (thành phố Minh Quang và các huyện Định Viễn, Phượng Dương) | -                   |                      |
| 3  | Tô Châu (蘇州)      | X               |                       | Thành phố Tô Châu | -                   | Ngô (吳)             |
| 3  | Tô Châu (蘇州)      | X               | Trường Châu (長洲)    | Thành phố Tô Châu | -                   |                      |
| 3  | Tô Châu (蘇州)      | X               | Ngô Giang (吳江)      | Thành phố Tô Châu | -                   |                      |
| 3  | Tô Châu (蘇州)      | X               | Côn Sơn (崑山)        | Thành phố Tô Châu | -                   |                      |
| 3  | Tô Châu (蘇州)      | X               | Thường Thục (常熟)    | Thành phố Tô Châu | -                   |                      |
| 3  | Tô Châu (蘇州)      | X               | Gia Định (嘉定)       | Thành phố Tô Châu | -                   |                      |
| 3  | Tô Châu (蘇州)      | X               | Thái Thường (太倉州)  | Thành phố Tô Châu | Sùng Minh (崇明)    |                      |
| 4  | Tùng Giang (松江)   | X               |                       | Thành phố Thượng Hải | -                   | Hoa Đình (華亭)      |
| 4  | Tùng Giang (松江)   | X               | Thượng Hải (上海)     | Thành phố Thượng Hải | -                   |                      |
| 4  | Tùng Giang (松江)   | X               | Thanh Phổ (青浦)      | Thành phố Thượng Hải | -                   |                      |
| 5  | Thường Châu (常州)  | X               |                       | Thành phố Thường Châu | -                   | Vũ Tiến (武進)       |
| 5  | Thường Châu (常州)  | X               | Vô Tích (無錫)        | Thành phố Thường Châu | -                   |                      |
| 5  | Thường Châu (常州)  | X               | Nghi Hưng (宜興)      | Thành phố Thường Châu | -                   |                      |
| 5  | Thường Châu (常州)  | X               | Giang Âm (江陰)       | Thành phố Thường Châu | -                   |                      |
| 5  | Thường Châu (常州)  | X               | Tĩnh Giang (靖江)     | Thành phố Thường Châu | -                   |                      |
| 6  | Trấn Giang (鎮江)   | X               |                       | Thành phố Trấn Giang (Trừ quận Câu Dung) | -                   | Đan Đồ (丹徒)        |
| 6  | Trấn Giang (鎮江)   | X               | Đan Dương (丹陽)      | Thành phố Trấn Giang (Trừ quận Câu Dung) | -                   |                      |
| 6  | Trấn Giang (鎮江)   | X               | Kim Đàn (金壇)        | Thành phố Trấn Giang (Trừ quận Câu Dung) | -                   |                      |
| 7  | Hoài An (淮安)      | X               |                       | Các thành phố Hoài An, Diêm Thành, Túc Thiên, Liên Vân Cảng, một phần Từ Châu                                                                                      | -                   | Sơn Dương (山陽)     |
| 7  | Hoài An (淮安)      | X               | Thanh Hà (清河)       | Các thành phố Hoài An, Diêm Thành, Túc Thiên, Liên Vân Cảng, một phần Từ Châu                                                                                      | -                   |                      |
| 7  | Hoài An (淮安)      | X               | Diêm Thành (鹽城)     | Các thành phố Hoài An, Diêm Thành, Túc Thiên, Liên Vân Cảng, một phần Từ Châu                                                                                      | -                   |                      |
| 7  | Hoài An (淮安)      | X               | An Đông (安東)        | Các thành phố Hoài An, Diêm Thành, Túc Thiên, Liên Vân Cảng, một phần Từ Châu                                                                                      | -                   |                      |
| 7  | Hoài An (淮安)      | X               | Đào Nguyên (桃源)     | Các thành phố Hoài An, Diêm Thành, Túc Thiên, Liên Vân Cảng, một phần Từ Châu                                                                                      | -                   |                      |
| 7  | Hoài An (淮安)      | X               | Thuật Dương (沭陽)    | Các thành phố Hoài An, Diêm Thành, Túc Thiên, Liên Vân Cảng, một phần Từ Châu                                                                                      | -                   |                      |
| 7  | Hoài An (淮安)      | X               | Hải Châu (海州)       | Các thành phố Hoài An, Diêm Thành, Túc Thiên, Liên Vân Cảng, một phần Từ Châu                                                                                      | Cống Du (贛榆)      |                      |
| 7  | Hoài An (淮安)      | X               | Bi Châu (邳州)        | Các thành phố Hoài An, Diêm Thành, Túc Thiên, Liên Vân Cảng, một phần Từ Châu                                                                                      | Túc Thiên (宿遷)    |                      |
| 7  | Hoài An (淮安)      | X               | Bi Châu (邳州)        | Các thành phố Hoài An, Diêm Thành, Túc Thiên, Liên Vân Cảng, một phần Từ Châu                                                                                      | Tuy Ninh (睢寧)     |                      |
| 8  | Dương Châu (揚州)   | X               |                       | Các thành phố Dương Châu, Thái Châu, Nam Thông, Diêm Thành, Một phần Trừ Châu (thành phố Thiên Trường)                                                             | -                   | Giang Đô (江都)      |
| 8  | Dương Châu (揚州)   | X               | Nghi Chân (儀真)      | Các thành phố Dương Châu, Thái Châu, Nam Thông, Diêm Thành, Một phần Trừ Châu (thành phố Thiên Trường)                                                             | -                   |                      |
| 8  | Dương Châu (揚州)   | X               | Thái Hưng (泰興)      | Các thành phố Dương Châu, Thái Châu, Nam Thông, Diêm Thành, Một phần Trừ Châu (thành phố Thiên Trường)                                                             | -                   |                      |
| 8  | Dương Châu (揚州)   | X               | Cao Bưu (高郵州)      | Các thành phố Dương Châu, Thái Châu, Nam Thông, Diêm Thành, Một phần Trừ Châu (thành phố Thiên Trường)                                                             | Bảo Ứng (寶應)      |                      |
| 8  | Dương Châu (揚州)   | X               | Cao Bưu (高郵州)      | Các thành phố Dương Châu, Thái Châu, Nam Thông, Diêm Thành, Một phần Trừ Châu (thành phố Thiên Trường)                                                             | Hưng Hóa (興化)     |                      |
| 8  | Dương Châu (揚州)   | X               | Thái Châu (通州)      | Các thành phố Dương Châu, Thái Châu, Nam Thông, Diêm Thành, Một phần Trừ Châu (thành phố Thiên Trường)                                                             | Như Cao (如皋)      |                      |
| 8  | Dương Châu (揚州)   | X               | Thông Châu (泰州)     | Các thành phố Dương Châu, Thái Châu, Nam Thông, Diêm Thành, Một phần Trừ Châu (thành phố Thiên Trường)                                                             | Hải Môn (海門)      |                      |
| 9  | Lư Châu (廬州)      | X               |                       | Thành phố Hợp Phì | -                   | Hợp Phì (合肥)       |
| 9  | Lư Châu (廬州)      | X               | Thư Thành (舒城)      | Thành phố Hợp Phì | -                   |                      |
| 9  | Lư Châu (廬州)      | X               | Lư Giang (廬江)       | Thành phố Hợp Phì | -                   |                      |
| 9  | Lư Châu (廬州)      | X               | Vô Vi (無為州)        | Thành phố Hợp Phì | Sào (巢)            |                      |
| 9  | Lư Châu (廬州)      | X               | Lục An (六安州)       | Thành phố Hợp Phì | Anh Sơn (英山)      |                      |
| 9  | Lư Châu (廬州)      | X               | Lục An (六安州)       | Thành phố Hợp Phì | Hoắc Sơn (霍山)     |                      |
| 10 | An Khánh (安慶)     | X               |                       | Thành phố An Khánh | -                   | Hoài Ninh (懷寧)     |
| 10 | An Khánh (安慶)     | X               | Đồng Thành (桐城)     | Thành phố An Khánh | -                   |                      |
| 10 | An Khánh (安慶)     | X               | Tiềm Sơn (潛山)       | Thành phố An Khánh | -                   |                      |
| 10 | An Khánh (安慶)     | X               | Thái Hồ (太湖)        | Thành phố An Khánh | -                   |                      |
| 10 | An Khánh (安慶)     | X               | Túc Tùng (宿松)       | Thành phố An Khánh | -                   |                      |
| 10 | An Khánh (安慶)     | X               | Vọng Giang (望江)     | Thành phố An Khánh | -                   |                      |
| 11 | Thái Bình (太平)    | X               |                       | Thành phố Vu Hồ Hầu hết thành phố Mã An Sơn (trừ các huyện Hòa và Hàm Sơn)                                                                                         | -                   | Đương Đồ (當塗)      |
| 11 | Thái Bình (太平)    | X               | Vu Hồ (蕪湖)          | Thành phố Vu Hồ Hầu hết thành phố Mã An Sơn (trừ các huyện Hòa và Hàm Sơn)                                                                                         | -                   |                      |
| 11 | Thái Bình (太平)    | X               | Phồn Xương (繁昌)     | Thành phố Vu Hồ Hầu hết thành phố Mã An Sơn (trừ các huyện Hòa và Hàm Sơn)                                                                                         | -                   |                      |
| 12 | Trì Châu (池州)     | X               |                       | Các thành phố Trì Châu, Đồng Lăng | -                   | Quý Trì (貴池)       |
| 12 | Trì Châu (池州)     | X               | Thanh Dương (青陽)    | Các thành phố Trì Châu, Đồng Lăng | -                   |                      |
| 12 | Trì Châu (池州)     | X               | Đồng Lăng (銅陵)      | Các thành phố Trì Châu, Đồng Lăng | -                   |                      |
| 12 | Trì Châu (池州)     | X               | Thạch Đại (石埭)      | Các thành phố Trì Châu, Đồng Lăng | -                   |                      |
| 12 | Trì Châu (池州)     | X               | Kiến Đức (建德)       | Các thành phố Trì Châu, Đồng Lăng | -                   |                      |
| 12 | Trì Châu (池州)     | X               | Đông Lưu (東流)       | Các thành phố Trì Châu, Đồng Lăng | -                   |                      |
| 13 | Ninh Quốc (寧國)    | X               |                       | Thành phố Tuyên Thành | -                   | Tuyên Thành (宣城)   |
| 13 | Ninh Quốc (寧國)    | X               | Nam Lăng (南陵)       | Thành phố Tuyên Thành | -                   |                      |
| 13 | Ninh Quốc (寧國)    | X               | Kính (涇)             | Thành phố Tuyên Thành | -                   |                      |
| 13 | Ninh Quốc (寧國)    | X               | Ninh Quốc (寧國)      | Thành phố Tuyên Thành | -                   |                      |
| 13 | Ninh Quốc (寧國)    | X               | Tinh Đức (旌德)       | Thành phố Tuyên Thành | -                   |                      |
| 13 | Ninh Quốc (寧國)    | X               | Thái Bình (太平)      | Thành phố Tuyên Thành | -                   |                      |
| 14 | Huy Châu (徽州)     | X               |                       | Thành phố Hoàng Sơn | -                   | Hấp (歙)             |
| 14 | Huy Châu (徽州)     | X               | Hưu Ninh (休寧)       | Thành phố Hoàng Sơn | -                   |                      |
| 14 | Huy Châu (徽州)     | X               | Vụ Nguyên (婺源)      | Thành phố Hoàng Sơn | -                   |                      |
| 14 | Huy Châu (徽州)     | X               | Kỳ Môn (祁門)         | Thành phố Hoàng Sơn | -                   |                      |
| 14 | Huy Châu (徽州)     | X               | Y (黟)                | Thành phố Hoàng Sơn | -                   |                      |
| 14 | Huy Châu (徽州)     | X               | Tích Khê (績溪)       | Thành phố Hoàng Sơn | -                   |                      |
| 15 | Từ châu (徐州)      |                 | X                     | Thành phố Từ châu | -                   | Phong (豐)           |
| 15 | Từ châu (徐州)      | Phái (沛)       | X                     | Thành phố Từ châu | -                   |                      |
| 15 | Từ châu (徐州)      | Tiêu (蕭)       | X                     | Thành phố Từ châu | -                   |                      |
| 15 | Từ châu (徐州)      | Nãng Sơn (碭山) | X                     | Thành phố Từ châu | -                   |                      |
| 16 | Trừ châu (滁州)     |                 | X                     | Hầu hết thành phố Trừ châu (Trừ Thiên Trường, Minh Quang và Định Viễn, Phượng Dương)                                                                               | -                   | Toàn Tiêu (全椒)     |
| 16 | Trừ châu (滁州)     | Lai An (來安)   | X                     | Hầu hết thành phố Trừ châu (Trừ Thiên Trường, Minh Quang và Định Viễn, Phượng Dương)                                                                               | -                   |                      |
| 17 | Hòa châu (和州)     |                 | X                     | Mã An Sơn (Các huyện Hòa và Hàm Sơn) | -                   | Hàm Sơn (含山)       |
| 18 | Quảng Đức (廣德)    |                 | X                     | Quảng Đức | -                   | Kiến Bình (建平)     |

## Quân sự
Các đơn vị quân sự đồn trú tại Nam Trực Lệ nằm dưới sự quản lý của Trung quân Đô đốc phủ, gồm các vệ sở và Trung Đô Lưu thủ ty, cụ thể như sau:
|                                  | Vệ (衛) | Sở (所) |
| -------------------------------- | --- | --- |
| Nam Trực Lệ (南直隸)             | Dương Châu, Cao Bưu, Nghi Chân, Hoài An, Trấn Hải, Trừ Châu, Từ Châu, Tô Châu, Thái Thương, Kim Sơn, Tân An, Tứ Châu, Thọ Châu, Bi Châu, Đại Hà, Nghi Châu, An Khánh, Túc Châu, Đồng Quan, Quy Đức, Vũ Bình, Trấn Giang, Lư Châu, Lục An, Từ Châu tả, Kiến Dương. | Nhữ Ninh, Tùng Giang trung, Thanh Thôn trung tiền, Nam Hối Chủy trung hậu, Gia Hưng trung tả, Ngô Tùng Giang, Bảo Sơn, Lưu Hà Bảo trung, Sùng Minh Sa, Hưng Hóa, Thông Châu, Thái Châu, Diêm Thành, Đông Hải trung, Hải Châu trung tiền, Cử Châu. |
| Trung Đô Lưu thủ ty (中都留守司) | Phượng Dương, Phượng Dương trung, Phượng Dương hữu, Hoàng Lăng, Lưu thủ tả, Lưu thủ trung, Trường Hoài, Hoài Viễn. | Hồng Đường. |

## Một số danh nhân lịch sử tiêu biểu
Nam Trực Lệ là khu vực có tầm quan trọng về kinh tế - chính trị của nhà Minh, do đó số lượng danh nhân được ghi nhận rất nhiều, bao gồm:

### Chính trị
Chu Nguyên Chương (1328 - 1398): Hoàng đế khai quốc nhà Minh, miếu hiệu Minh Thái Tổ, người huyện Lâm Hoài, Phượng Dương.
Lý Thiện Trường (1314 - 1390): Công thần khai quốc nhà Minh, Tả thừa tướng Trung Thư tỉnh, tước vị Hàn Quốc công, người huyện Định Viễn, Phượng Dương.
Từ Giai (1503 - 1583): Nội các thủ phụ thứ 44 của nhà Minh, người huyện Hoa Đình, Tùng Giang.

### Quân sự
Thang Hòa (1326 - 1395): Công thần khai quốc nhà Minh, tước vị Tín Quốc công, truy phong Đông Âu vương, người huyện Lâm Hoài, Phượng Dương.
Từ Đạt (1332 - 1385): Công thần khai quốc nhà Minh, tước vị Ngụy Quốc công, truy phong Trung Sơn vương, người huyện Lâm Hoài, Phượng Dương.
Lam Ngọc (? - 1393): Công thần khai quốc nhà Minh, tước vị Lương Quốc công, người huyện Định Viễn, Phượng Dương.
Thường Ngộ Xuân (1330 - 1369): Công thần khai quốc nhà Minh, tước vị Khai Quốc công, truy phong Khai Bình vương, người huyện Hoài Viễn, Phượng Dương.
Hồ Tông Hiến (1512 - 1565): Đại thần thời Gia Tĩnh, có vai trò lớn trong cuộc chiến chống Oa Khấu ở miền Nam Trung Hoa, người huyện Tích Khê, Huy Châu.

### Văn học
Ngô Trung Tứ tài tử: Bốn tài tử nổi tiếng ở Tô Châu gồm Đường Dần (huyện Ngô), Chúc Doãn Minh (huyện Trường Châu), Văn Trưng Minh (huyện Trường Châu) và Từ Trinh Khanh (huyện Thường Thục).
Quy Hữu Quang (1507 - 1571): Nhà văn, phê bình văn học giữa thời Minh.
Thi Nại Am (1296 - 1372): Tác giả của Thủy Hử, người huyện Ngô, Tô Châu.
Ngô Thừa Ân (1506 - 1582): Tác giả của Tây Du Ký, một trong Tứ đại danh tác Trung Hoa, người huyện Sơn Dương, Hoài An.
Đổng Kỳ Xương (1555 - 1636): Nhà thư pháp cuối thời Minh, người huyện Hoa Đình, Tùng Giang.
Vương Thế Trinh (1526 - 1590): Một trong bảy tài tử thời Gia Tĩnh - Long Khánh.
Kim Thánh Thán (1608 - 1661): Nhà văn, phê bình văn học cuối thời Minh, người huyện Ngô, Tô Châu.
Từ Hà Khách (1587 - 1641): Nhà văn và địa lý học cuối thời Minh.

### Tư tưởng triết học
Cố Viêm Vũ (1613 - 1682): Nhà tư tưởng, sử gia mang tư tưởng cải cách cuối thời Minh, người huyện Côn Sơn, Tô Châu.

### Khoa học - kỹ thuật
Từ Quang Khải (1562 - 1633): Nội các đại thần cuối thời Minh và là một trong ba trụ cột lớn của Thiên Chúa Giáo tại Trung Hoa, người huyện Thượng Hải, Tùng Giang.

### Kinh tế
Thẩm Vạn Tam (1306 - 1394): Thương gia nổi tiếng có những đóng góp thương mại quan trọng cuối Nguyên đầu Minh, người huyện Trường Châu, Tô Châu.